# FBC Lemberg

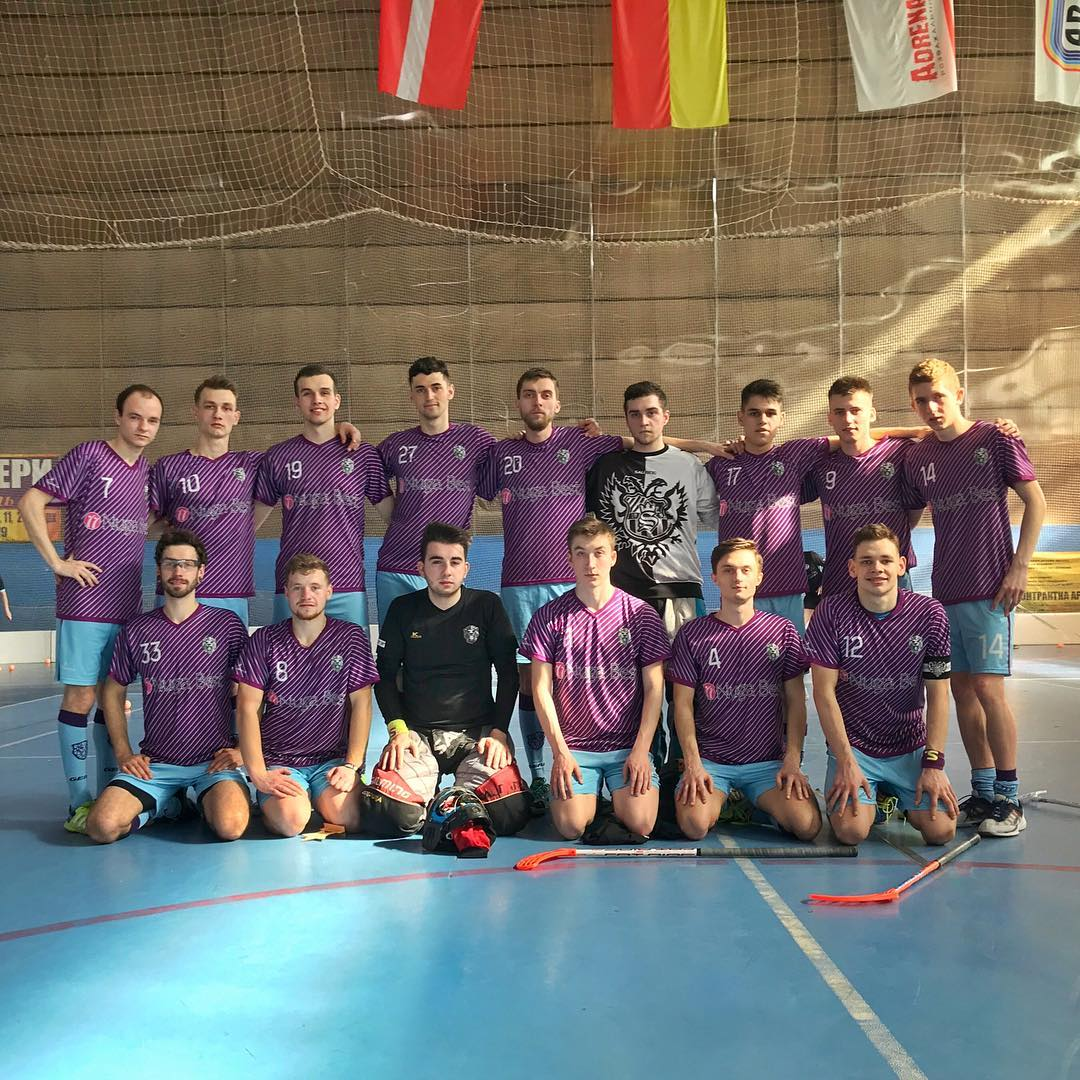
Mannschaftskader Saison 2018/19

Der Floorball Club Lemberg (ukrainisch Флорбольний клуб Лемберг, englisch Florbolnii Klub Lemberh), kurz FBC Lemberg, ist ein ukrainischer Floorballverein aus Lwiw. Die erste Herrenmannschaft des FBC Lemberg spielt in der Wyschtscha Liha und ist dort mit fünf Titeln Rekordmeister.
Größter internationaler Erfolg des Vereins ist der zweite Platz bei der EuroFloorball Challenge 2019, als man im entscheidenden letzten Turnierspiel gegen den CUF Leganés (Spanien) zwar 2:1 gewann, am Ende aber aufgrund der um einen Treffer schlechteren Tordifferenz gegenüber den punktgleichem Spaniern nur den zweiten Platz belegte.

## Jugendarbeit
In der FBC Academy, der Jugendakademie des Vereins, spielen und trainieren 120 Kinder und Jugendliche. Jedes Jahr zum Saisonabschluss richtet der Verein die Ukraine Open aus, ein großes Jugendturnier in den Altersklassen U9, U11, U13 und U15.

## Erfolge
- Meister (5): 2019, 2020, 2023, 2024, 2025
- EuroFloorball Challenge: Zweiter Platz 2019